# Eristalis himalayensis
Eristalis himalayensis är en tvåvingeart som beskrevs av Enrico Adelelmo Brunetti 1908. Eristalis himalayensis ingår i släktet slamflugor, och familjen blomflugor. Inga underarter finns listade i Catalogue of Life.